# Ludwig Engelbert (Arenberg)

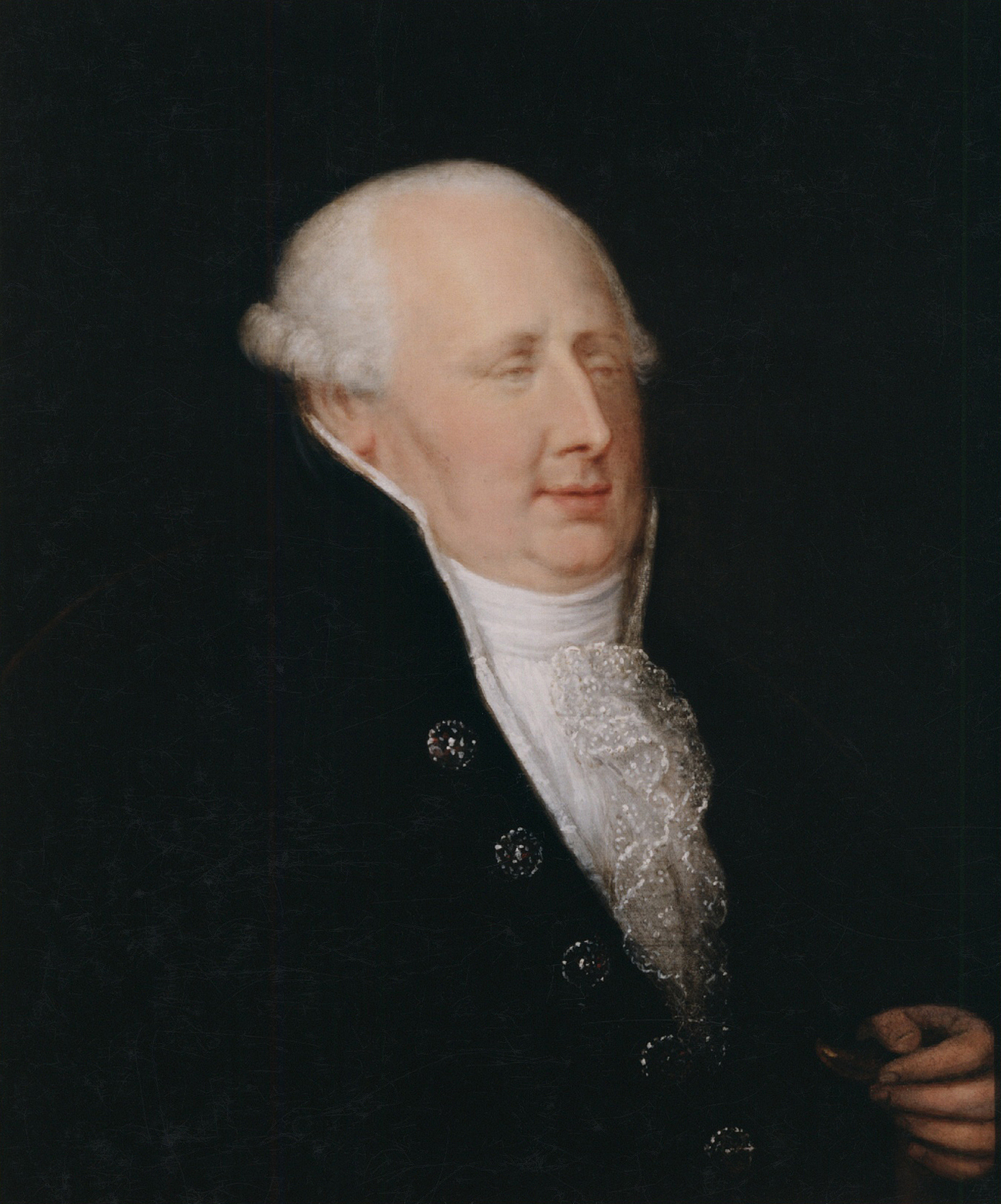
Ludwig Engelbert um 1815

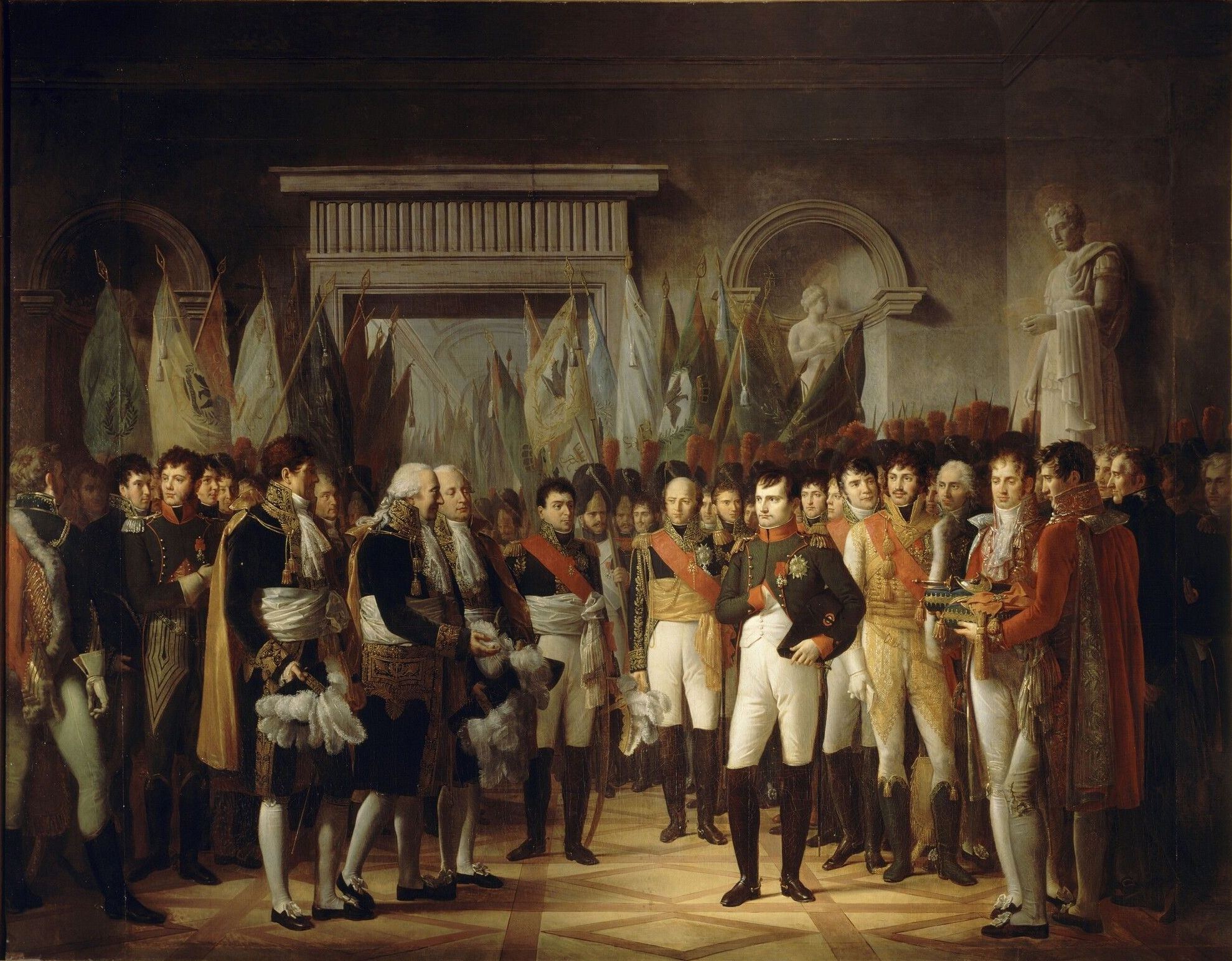
Napoleon I. empfängt im Königlichen Schloss zu Berlin am 19. November 1806 die Abgesandten des französischen Senats, Gemälde von René Théodore Berthon, Ludwig Engelbert von Arenberg in der Mitte der Gruppe der drei Senatoren

Ludwig Engelbert Marie Joseph Augustin (* 3. August 1750 in Brüssel; † 7. März 1820 ebenda) war Herzog von Arenberg, Aarschot und Meppen, sowie Fürst von Recklinghausen und Oberhaupt des Hauses Arenberg.

## Leben
Ludwig Engelbert war seit 1778 der letzte Landesherr des alten Herzogtums Arenberg in der Eifel, das dem Heiligen Römischen Reich angehört hatte. Im Alter von 24 Jahren war er infolge eines Jagdunfalles erblindet. Daher konnte er die in seiner Familie übliche Militärkarriere nicht beschreiten und wandte sich den Künsten und Wissenschaften zu. So war er der Mäzen von Johannes Petrus Minckeleers, eines Entdeckers des Leuchtgases und des Erfinders der ersten funktionierenden Gaslampe, der am 21. November 1783 auf Schloss Arenberg den ersten bemannten Gasballon steuerte.
Mit dem 9. Februar 1801 verlor er durch den Frieden von Lunéville sein Herzogtum, da die linksrheinischen Gebiete an Frankreich abgetreten werden mussten. Als Ersatz bekam er am 25. Februar 1803 durch den Reichsdeputationshauptschluss das münstersche Amt Meppen sowie die kurkölnische Grafschaft Recklinghausen als neues Herzogtum Arenberg-Meppen zugesprochen. Das war ein vorzüglicher Tausch. Allein das Vest Recklinghausen übertraf die verlorenen linksrheinischen Gebiete an Fläche und vor allem an Wert. Karl Freiherr vom Stein schrieb am 11. September 1802, während die Regelung von 1803 ausgehandelt wurde: „Das elende kleine Fürstentum Arenberg ist gar nicht mit dem Vest Recklinghausen zu vergleichen.“ Im Jahr 1806 kam durch die Rheinbundakte noch die Grafschaft Dülmen zum Herzogtum hinzu.
Bereits im September 1803 hatte er das Herzogtum an seinen Sohn Prosper Ludwig von Arenberg übergeben. 1806 wurde Ludwig Engelbert Mitglied des Sénat Conservateur.

## Familie
Ludwig Engelbert war ein Sohn des österreichischen Feldmarschalls und Herzogs Karl Maria Raimund von Arenberg und der Gräfin Luise Margarethe von der Mark und Schleiden. Er war mit Pauline-Louise de Brancas verheiratet, der Tochter von Louis-Léon de Brancas, Duc de Lauragais (Haus Brancas), und Élisabeth-Pauline de Gand. Sie hatten sechs Kinder:
- Pauline Karoline Iris (1774–1810), verheiratet mit Fürst Joseph Johann von Schwarzenberg (1769–1833)
- Ludwig Engelbert (* und † 1777)
- Prosper Ludwig (1785–1861), 1808 bis 1816 verheiratet mit der französischen Prinzessin Stephanie de Tascher de la Pagerie, einer Nichte der Kaiserin Josephine
- Philemon Paul Maria (* 1788), Ehrendomherr zu Namur
- Peter d’Alcantara Karl (1790–1877), seit 1828 französischer Herzog und Pair, verheiratet mit Alix Marie Charlotte von Talleyrand-Perigord (1808–1842) (Haus Talleyrand-Périgord)
- Philipp Joseph (1794–1815)